# ريكوبا سودأمريكانا 1996
ريكوبا سودأمريكانا 1996 هو الموسم 8 من ريكوبا سودأمريكانا. أشرف على تنظيمه كونميبول، وكان عدد الأندية المشاركة فيه 2، وفاز فيه غريميو بورتو أليغرينزي.